# 繊毛虫類起源説
繊毛虫類起源説 (ciliate theory) とは、動物の系統に関する説のひとつで、繊毛虫が多細胞化したのが多細胞動物の祖先となったとするものである。特にヨヴァン・ハッジによって唱えられたものが有名であり、本項ではこれについて説明する。

## 概説
繊毛虫類は、かつては動物界で唯一の単細胞体制である原生動物門の中で最も高度に発達したものとの位置付けを与えられていた。したがって、後生動物の起源をここに求める考えは当然とも言える。このような考えは、19世紀にすでに唱えられていた。
しかし、鞭毛虫の群体から多細胞動物が生まれたとするガスツレア説がエルンスト・ヘッケルによって主張され、それ以降は修正を加えられながらもこの説がほぼ定説の位置を保ってきた。これに対して真っ向から反対を表明したほとんど唯一の例が、ハッジである。ハッジはヘッケルの、どちらかと言えば細胞群体のイメージをもつ祖先に対し、より強く個体性を示すモデルとして、繊毛虫的な単細胞生物が多核の状態から一気に多細胞化が行われたと考えた。そこで想定された最も原始的な多細胞動物は、ほぼ無腸類である。
ハッジの説は一定の範囲で受けいれられたが、ヘッケル説の位置を脅かすことはなかった。現在では否定されている面が多い。

## ガスツレア説の概要
ヘッケルの仮説は、彼の反復説をより広範囲に当てたもので、発生における受精卵から初期の段階を、進化の過程と見なしたものである。一般的に、受精卵から卵割が進むと、まず中央に卵割腔という腔所をもつ胞となり、ここから表面の細胞層が陥入することで原腸が形成され、原腸胚となる。その後、反対側にも腸の開口が作られ、原口とその開口のどちらかが口となることで消化管ができる。
これを現生の動物群に当てはめると、原腸胚と相同なのは刺胞動物と考えられることから、まずこれが多細胞動物で最も原始的なものとして生まれ、ここからそれ以外の動物群が生まれた、とするのがヘッケルの説である。

## ハッジの疑問
ハッジがこの説に疑問をもったのは、彼が刺胞動物の専門家であったことによると言われる。この類ではヒドロ虫類が最も単純で放射相称的で、花虫類がより左右相称的な構造を持つ。ヘッケルの説では、前者が原始的で後者がより高等なものと考える。しかし、刺胞の構造などにおいては、ヒドロ虫類が逆に複雑であり、これが下等なものとは見られない。このように、ヘッケルの説は細部を見ると疑問が多いという。
ハッジは以下のようにヘッケルの説に疑問を投げかけた。
- 刺胞動物は二胚葉とされるが、中膠には結合組織を含み、厳密には二胚葉ではない。
- 刺胞動物においては、原腸胚の形成の際、原腸が陥入によらずに形成される事例が多い。

また、以下のような点については先入観があることを指摘した。
- 放射総称が左右相称より原始的であるとの判断。例えば、単細胞生物にも左右相称の例は多く、むしろ放射総称は左右相称から退化的に出現する可能性がある。
- 繊毛虫が進化の袋小路に入っているとの判断。根拠は希薄である。

このような観点から、ハッジは刺胞動物を多細胞動物の起源とする説を否定し、この類における放射総称を二次的な適応と見た。ハッジによると、刺胞動物の祖先は左右相称な動物であり、固着性に適応して触手を発達させた結果として放射総称的な体勢となったと考える。実際、コケムシ類など固着性の動物には基本的に左右相称でありながらも放射総称的な構造のものが多く見られる。花虫類における体内に見られる左右相称性は、むしろ祖先の形が残っているものと判断する。また、刺胞動物の綱では花虫類が唯一クラゲを出さないのも、より原始的であることの証拠と見なす。

## 繊毛虫起源説
ハッジは刺胞動物に代わり、最も原始的な多細胞動物の像を扁形動物門の無腸類に求めた。この類は扁形動物中でも特異なもので、体はごく小さく、腹面に開く口はあるが、それに続く腸管は存在せず、体内の合胞体となった細胞質に食物を取り込む。いわば、袋状の消化系を持つ刺胞動物よりさらに原始的と言ってよい構造である。
そこで、ハッジはそのまた祖先としてそのような姿形でありながら単細胞である生物を考えた。それは以下のようなものである。
- 体は左右相称であり、前後と腹背の分化がある。
- 単細胞ではあるが多数の核を持つ多核体である。
- 全身に繊毛を持ち、これで移動する。
- 腹面に細胞口を持つ。

このような生物は繊毛虫の姿に近い。そこで、ハッジはこのような仮想の繊毛虫が多細胞動物の祖先であり、それが一気に細胞に分かれることで多細胞化が起こったと考え、彼はこの判断の根拠として以下のような点をあげている。
- バラバラな細胞が集まって群体を形成しても、緊密な個体を形作るとは考え難く、むしろ初めから個体であるものが多細胞化したと見た方が自然である。
- 無腸類は体長がごく小さく（2mmとか）、これは一部の繊毛虫とさほど変わらない。無腸類の内部の合胞体であることも、繊毛虫の内部に似ている。
- 繊毛虫に見られる接合の様式（2つの細胞が、互いの小核由来の核をやり取りする）は、雌雄同体の動物が相互に精子を注入する交尾と相同と考えられる。

## ハッジによる系統論
このような観点から、ハッジは動物の系統を組み直した。先述のように、ハッジの考えでは多細胞動物は最初から左右相称であり、具体的には扁形動物の無腸類である。そこから他の扁形動物が導かれ、刺胞動物はこのようなものから固着性に移行し、それに応じて放射総称になったものとする。
そこから先の系統についても、ハッジはヘッケルに対立しており、ヘッケル派の先口動物・後口動物の二大系統説に対し、単一系統の系統樹を示している。その系統樹によると、最も基部には原生動物が置かれ、そこからまず渦虫類が、それからそれ以外の扁形動物、それに刺胞動物が分枝したほか、ほぼ同じ当たりからいわゆる疑体腔動物と軟体動物が出たとし、これらをまとめて無節動物と呼んでいる。そして、この中の軟体動物の枝のところから多節動物の枝が伸び、ここには環形動物と節足動物が含まれる。さらにその枝の基部近くから少節動物の枝が伸び、ここにはいわゆる触手動物や棘皮動物、半索動物が位置付けられる。最後に、その枝の基部から伸びた枝に脊索動物が置かれている。つまり、全体としては原生動物から無節動物・多節動物・少節動物・脊索動物という直線的な系統を認める。後口動物は前口動物から生まれたことになる。
なお、海綿動物についてはハッジはこれを後生動物の系統樹の根元から派生した横枝に位置付けている。

## その後の展開
ハッジの主張はヘッケル派の主流に対して完全に対立するものとして扱われ、一定の支持を得た。ハッジの主張は、特にヘッケル派がいわゆる反復説をあまりに固定化していることに対する批判という面を含んでおり、これについては議論も多かった。しかし、それらはヘッケル派の主張の細部における修正に吸い込まれた感がある。なお、ハッジの系統論のうち、特に扁形動物以上の部分については、枝の引っ張り方や伸ばし方の違いという面があり、実際にはそれほどかけ離れた類縁関係を主張しているわけではない。
しかし、近年の原生生物の研究の進歩の結果、繊毛虫類が実は動物とはかなり系統的にかけ離れたものであることが判明した。これは、ハッジの主張の基礎を危うくするものである。もちろん、それは繊毛虫様の別の生物が祖先であったとすれば解決しなくはない。一方、動物の系統にごく近いものとして襟鞭毛虫類が取り上げられるようになり、これはヘッケルの想定に近いものとなっている。そういった面ではヘッケル説の方が認められた格好になってはいる。扁形動物に関しては、特に渦虫綱は多系統との見方が出ており、その系統関係は定説がない。また、後生動物の系統については先口動物の大きな区分けがなされるなど、むしろそのどちらとも異なる展開を見せている。